# Bärendenkmal (Ramberg)

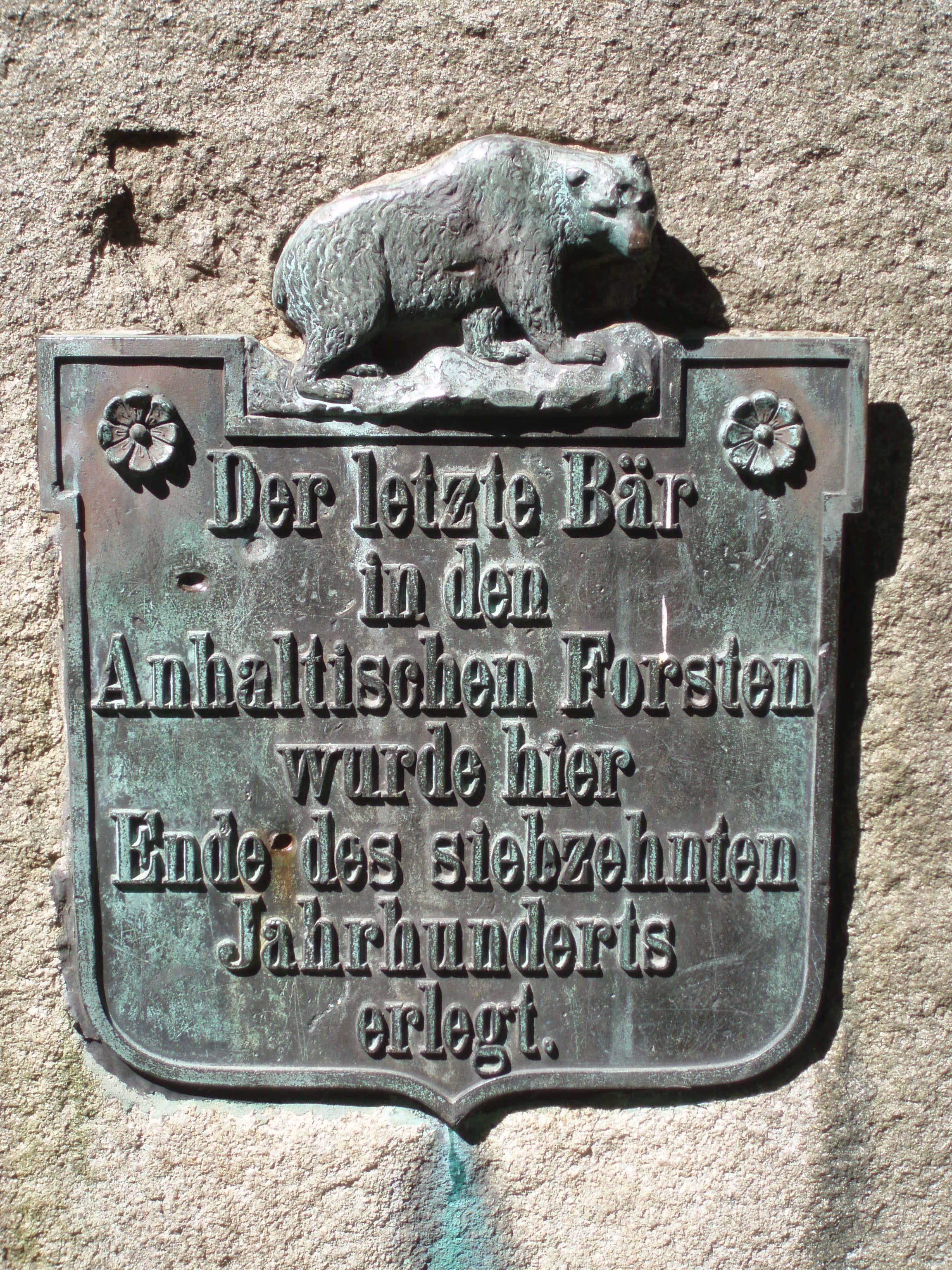
Bärendenkmal, Inschrift

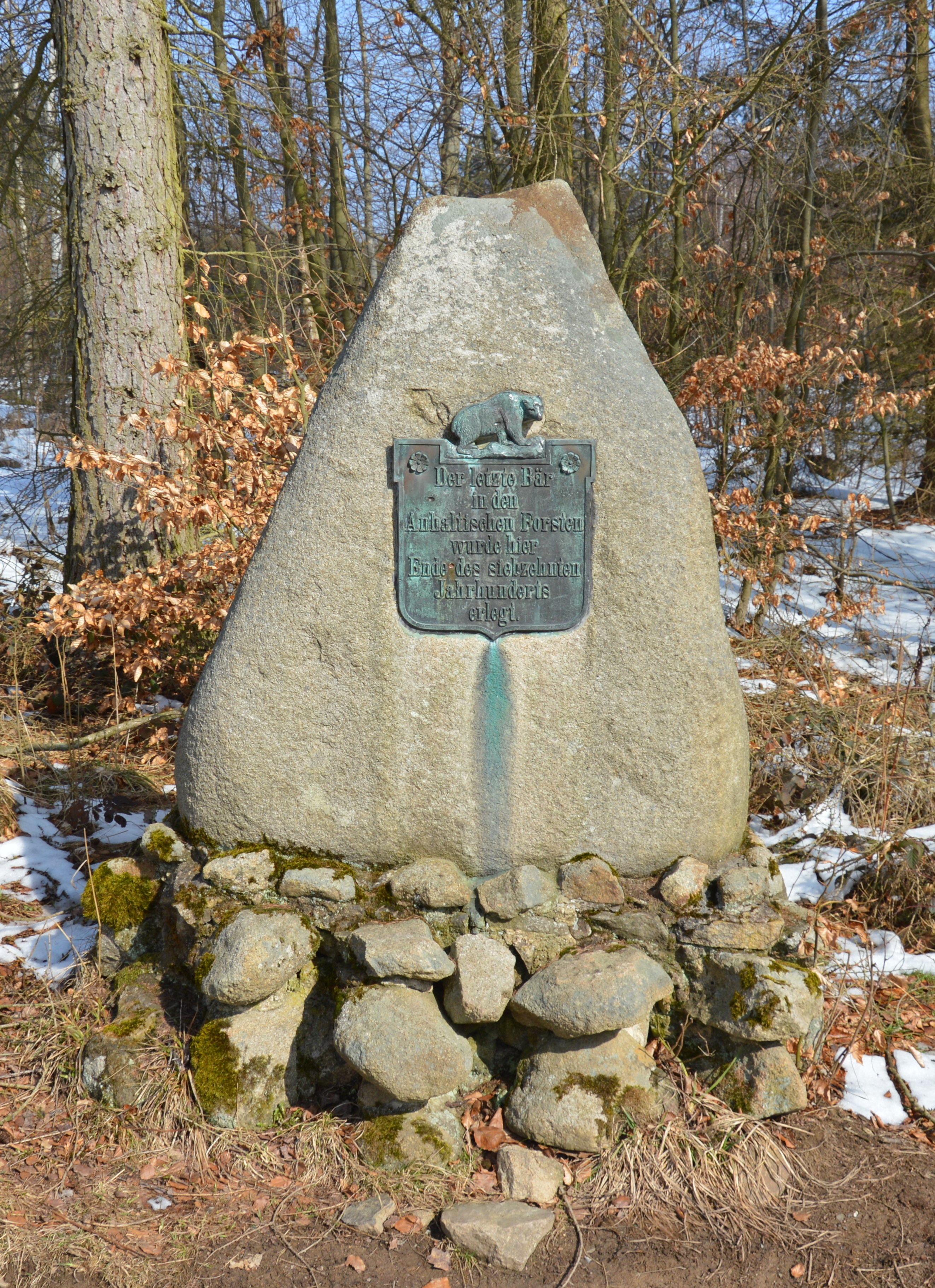
Bärendenkmal (2018)

Das Bärendenkmal im Mittelgebirge Harz ist ein Gedenkstein auf dem Rambergmassiv im Landkreis Harz in Sachsen-Anhalt. Es erinnert an den letzten in den anhaltischen Forsten erlegten Bären im Jahre 1696.

## Lage
Das Bärendenkmal befindet sich im Unterharz im Naturpark Harz/Sachsen-Anhalt im Stadtgebiet von Quedlinburg zwischen dem zur Stadt Thale gehörenden Ortsteil Friedrichsbrunn und dem zur Stadt Harzgerode gehörenden Mägdesprung. Nördlich oberhalb vom Tal des Krebsbachs steht es im Wald des Rambergmassivs zwischen der Viktorshöhe und dem Bremer Teich neben dem Waldweg Bärenweg (auch Bärweg) auf etwa 472 m ü. NHN.
Das Bärendenkmal ist als Stempelstelle 184 in die Harzer Wandernadel einbezogen.

## Geschichte

### Letzter Bär in den anhaltischen Forsten
Das Bärendenkmal kennzeichnet die Stelle, an der im November 1696 in den anhaltischen Forsten (im Fürstentum Anhalt-Harzgerode) der letzte Braunbär erlegt worden ist. Errichtet wurde das Denkmal um das Jahr 1900. Es handelt sich um einen Findling, an dem eine gusseiserne Platte mit folgender Inschrift angebracht wurde: „Der letzte Bär in den Anhaltischen Forsten wurde hier Ende des siebzehnten Jahrhunderts erlegt.“ Das Kleindenkmal steht auf geschichteten Feldsteinen.

### Letzter Bär im Harz
Der letzte Bär im gesamten Harz soll nach unbestätigten Angaben etwa neunzig Jahre später bei Wernigerode erlegt worden sein. Der Fuhrknecht Buchtekirch soll ihn zwischen 1786 und 1788 zur Strecke gebracht und dafür vom Grafen zu Stolberg-Wernigerode eine Belohnung von zwei Reichstalern erhalten haben.